# A3報告

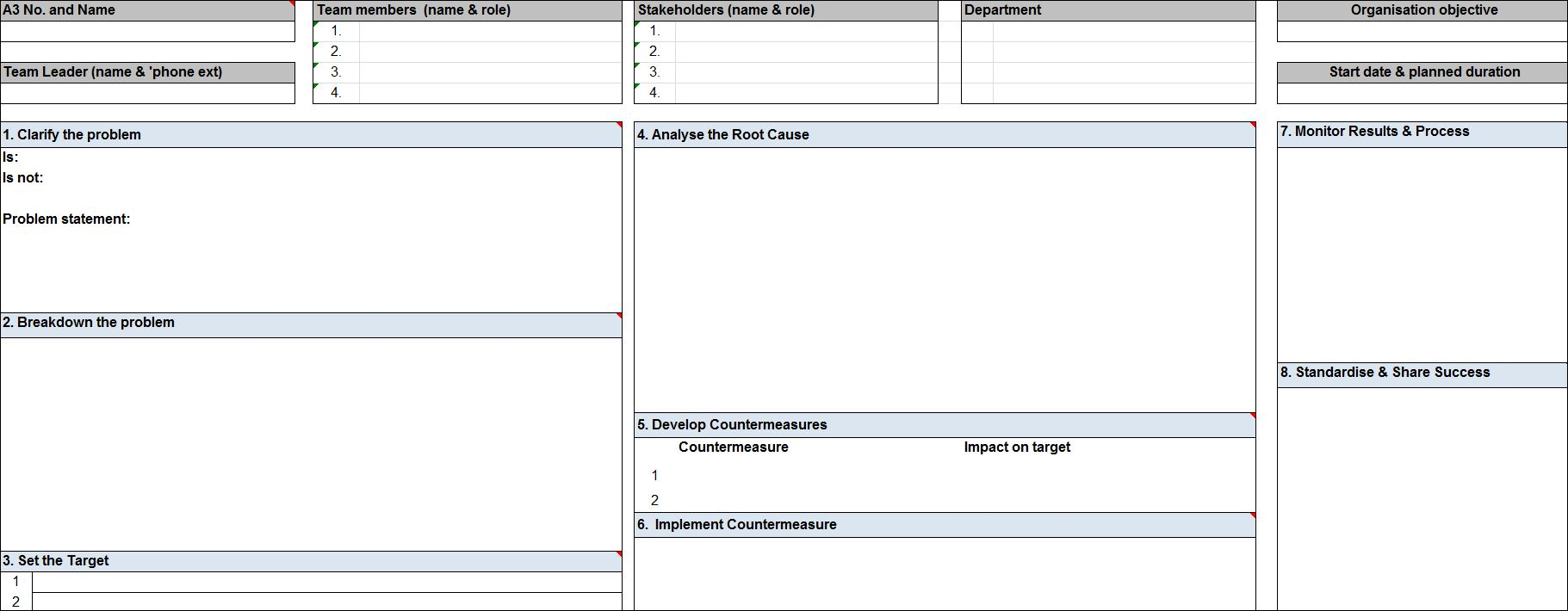
A3報告的報告範例，報告是ISO A3大小

A3報告（A3 report）也稱為A3解決問題法（A3 problem solving）或系統化解決問題法（Systematic Problem Solving，簡稱SPS），是標準化的解決問題及連續改善流程，最早是由豐田汽車開始使用，後來精實生產的企業也常使用A3報告，A3報告提供一個簡單而嚴謹的方式，可以用結構化方式來解決問題。
A3報告會將解決問題的所有步驟放在一張A3的圖紙上，這也是其名稱的由來。A3報告是依照愛德華茲·戴明常用的PDCA流程（規劃、執行、查核與行動）進行。

## 步驟
A3解決問題法會分為多個步驟，依作法的不同，步驟的個數也會改變，不過多半是八個步驟。
以下是一種A3解決問題法的步驟（後面的括弧是指對應PDCA流程的哪一個流程）：
1. 問題描述，初步認知（P，規劃）
2. 問題分解，問題澄清（P，規劃）
  - 這個步驟可以用一連串的問題來進行，例如5W（什麼what、哪裡where、何時when、為何why、誰who）及2H（如何how、多少how many）
3. 原因點，設定目標（P，規劃）
4. 問題遏制（P，規劃）
5. 原因及效應、石川圖（P，規劃）
6. 後續行動，更正對策（D，執行）
7. 效果確認（C，查核）
8. 分享成功實施的結果（A，行動）

後面可以接任何的後續行動。

## 延伸閱讀
- The Seven A3 Problem Solving Steps in Detail（页面存档备份，存于）
- John Shook. . Lean Enterprise Institute, Inc. 2008-10-06  [2017-03-25]. ISBN 978-1-934109-20-5. （原始内容存档于2017-03-26）.